# Łukasz Bodnar
Łukasz Bodnar (* 10. Mai 1982 in Breslau) ist ein ehemaliger polnischer Radrennfahrer.

## Karriere
Bodnar gewann bei den UCI-Straßen-Weltmeisterschaften 2000 im französischen Plouay die Bronzemedaille im Einzelzeitfahren der Junioren hinter seinem Landsmann Piotr Mazur und dem Russen Wladimir Gussew.
Von 2003 bis 2016 war er bei internationalen Radsportteams aktiv. Er gewann in dieser Zeit vier internationale Etappenrennen, darunter 2007 und 2008 Course de la Solidarité Olympique, 2009 die Dookoła Mazowsza und 2013 die Tour of Małopolska. 2007 und 2008 wurde er polnischer Meister im Einzelzeitfahren.

## Erfolge
2007
- Polnischer Meister – Einzelzeitfahren
- Gesamtwertung und eine Etappe Course de la Solidarité Olympique

2008
- Polnischer Meister – Einzelzeitfahren
- Gesamtwertung und eine Etappe Course de la Solidarité Olympique
- Mannschaftszeitfahren Mazovia Tour

2009
- eine Etappe Tour du Maroc
- Gesamtwertung und eine Etappe Dookoła Mazowsza

2010
- eine Etappe Szlakiem Grodów Piastowskich

2013
- Gesamtwertung und eine Etappe Tour of Małopolska